# Gösta Bagge

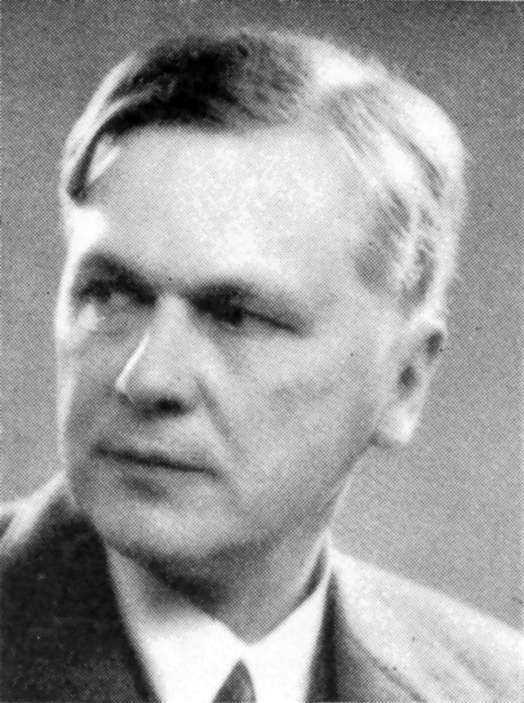
Gösta Bagge

Gösta Adolfsson Bagge (* 27. Mai 1882 in Stockholm; † 3. Januar 1951 ebenda) war ein schwedischer Wirtschaftsprofessor und Politiker. 
Nach seiner Schullaufbahn studierte Bagge Wirtschaft an der Universität Uppsala. 1904/05 verbrachte er ein Studienjahr an der Johns Hopkins University in Baltimore, USA. Schon als Doktorand gründete er 1911 zusammen mit Eli Heckscher die bis heute einflussreiche Svensk Tidskrift. 1917 wurde er zum Doktor promoviert und erhielt eine Dozentur an der Stockholmer Hochschule, der späteren Universität Stockholm. 1921 wurde er Professor für Nationalökonomie und Sozialpolitik und gründete das Socialinstitut in Stockholm, das später Socialhögskolan hieß und 1977 ebenfalls in die Universität Stockholm integriert wurde. Bagge engagierte sich auch als Kommunalpolitiker in Stockholm. 1932 wurde er als Nachfolger des ermordeten Hjalmar von Sydow Abgeordneter in der ersten Kammer des schwedischen Reichstags.
Nach dem Rückzug Arvid Lindmans wurde er 1935 zum Vorsitzenden der sozialkonservativen Högerns Riksorganisation, der heutigen Moderata samlingspartiet gewählt. Bei der Wahl zum Schwedischen Reichstag 1936 wurde er in die zweite Kammer gewählt, wo er von 1937 bis 1939 als Fraktionsvorsitzender der Rechten amtierte. Er vertrat eher liberale Wirtschaftsvorstellungen und war ein Kritiker des Finanzministers Ernst Wigforss. In der 1939 von Per Albin Hansson gebildeten dritten Koalitionsregierung wurde Bagge Minister für Bildung, Forschung und Kultur. Diese Position behielt er bis zur Wahl 1944, nach der er auch den Parteivorsitz abgab. 1947 schied er auch aus dem Reichstag aus.
Bagge war seit 1933 Mitglied der American Academy of Arts and Sciences. und seit 1942 Mitglied der Königlich Schwedischen Akademie der Wissenschaften. 1944 zeichnete die Stockholmer Königliche Technische Hochschule ihn mit der Ehrendoktorwürde aus.

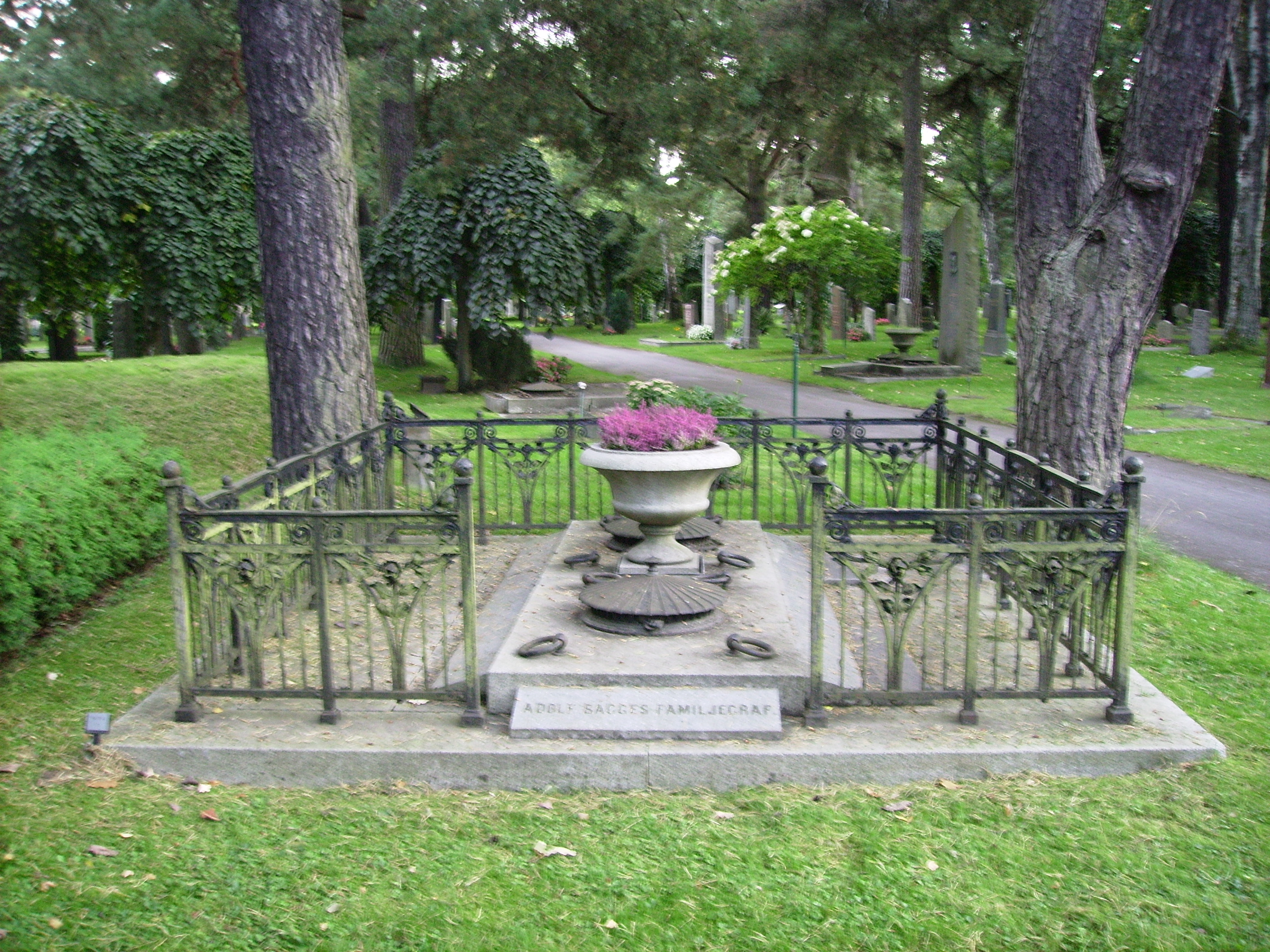
Familiengrabstätte Bagges auf dem Norra begravningsplatsen

Bagge war ab 1911 mit der Krankenschwester Gertrud Emma Cecilia Sandberg (1882–1976) verheiratet. Sein Grab befindet sich auf dem Norra begravningsplatsen in Solna bei Stockholm.